# Organik Remixes
Organik Remixes è un album di Robert Miles pubblicato nel 2002. Si tratta di un lavoro di remixaggio delle tracce di Organik del 2002 ad opera di altri artisti.

## Tracce
CD 1
1. "Paths (FSOL Cosmic Jukebox mix)" – 3:54
2. "Wrong (Alexkid May B mix)" – 4:20
3. "Pour Te Parler (Riton Re-rub mix)" – 4:10
4. "Release Me (Da Lata El Duderino mix)" – 5:35
5. "Pour Te Parler (Kuzu mix)" – 4:20
6. "Pour Te Parler (Fissure mix)" – 4:59
7. "Paths (KV5 mix)" – 3:37

CD 2
1. "It's All Coming Back (Chamber mix)" – 5:45
2. "Separation (2nd Gen mix)" – 3:39
3. "Connections (PunkA fro The Hackney Drive-By mix)"
4. "Improvisations Part 2 (Si Begg S.I. Futures mix)" – 4:39
5. "Improvisations Part 2 (The Fabrics mix)" – 7:47
6. "Paths (Robert Miles Salted mix)" – 6:02
7. "Bhairav (Robert Miles featuring Amelia Cuni)" – 7:38